# Torneo Godó 2007 - Qualificazioni singolare
Le qualificazioni del singolare  del Torneo Godó 2007 sono state un torneo di tennis preliminare per accedere alla fase finale della manifestazione. I vincitori dell'ultimo turno sono entrati di diritto nel tabellone principale. In caso di ritiro di uno o più giocatori aventi diritto a questi sono subentrati i lucky loser, ossia i giocatori che hanno perso nell'ultimo turno ma che avevano una classifica più alta rispetto agli altri partecipanti che avevano comunque perso nel turno finale.
Le qualificazioni del torneo Torneo Godó 2007 prevedevano 28 partecipanti di cui 7 sono entrati nel tabellone principale.

## Teste di serie
1. Iván Navarro (primo turno)
2. Ilija Bozoljac (primo turno)
3. Albert Portas (ultimo turno)
4. Roko Karanušić (ultimo turno)
5. Gorka Fraile (primo turno)
6. Denis Gremelmayr (ultimo turno)
7. Nathan Healey (ultimo turno)

1. Farruch Dustov (Qualificato)
2. Juan Antonio Marín (primo turno)
3. Pablo Andújar (Qualificato)
4. Marc Fornell-Mestres (primo turno)
5. Paolo Lorenzi (Qualificato)
6. Jurij Ščukin (primo turno)
7. Fabio Fognini (Qualificato)

## Qualificati
1. Farruch Dustov
2. Jurij Ščukin
3. Fabio Fognini
4. Paolo Lorenzi

1. Boris Pašanski
2. Juan Antonio Marín
3. Pablo Andújar

## Tabellone

### Legenda
| - Q = Qualificato - WC = Wild card - LL = Lucky loser | - ALT = Alternate - SE = Special Exempt - PR = Protected Ranking | - w/o = Walkover - r = Ritirato - d = Squalificato |

### Sezione 1
|  | Primo turno | Primo turno       | Primo turno       | Primo turno | Primo turno |  |  | Ultimo turno | Ultimo turno   | Ultimo turno | Ultimo turno | Ultimo turno |  |
|  |             |                   |                   |             |             |  |  |              |                |              |              |              |  |
|  |             | Flavio Cipolla    | Flavio Cipolla    | 6           | 6           |  |  |              |                |              |              |              |  |
|  | 1           | Iván Navarro      | Iván Navarro      | 3           | 2           |  |  |              | Flavio Cipolla | 6            | 3            | 63           |  |
|  | 8           | Farruch Dustov    | Farruch Dustov    | 7           | 6           |  |  | 8            | Farruch Dustov | 4            | 6            | 7            |  |
|  |             | Julien Jeanpierre | Julien Jeanpierre | 5           | 2           |  |  |              |                |              |              |              |  |

### Sezione 2
|  | Primo turno | Primo turno       | Primo turno       | Primo turno | Primo turno |  |  | Ultimo turno | Ultimo turno | Ultimo turno | Ultimo turno | Ultimo turno |  |
|  |             |                   |                   |             |             |  |  |              |              |              |              |              |  |
|  |             | Ivo Klec          | Ivo Klec          | 6           | 0           |  |  |              |              |              |              |              |  |
|  | 2           | Ilija Bozoljac    | Ilija Bozoljac    | 4           | 0r          |  |  | Ivo Klec     | Ivo Klec     | 4            | 6            | 4            |  |
|  |             | Jurij Ščukin      | Jurij Ščukin      | 6           | 0           |  |  | Jurij Ščukin | Jurij Ščukin | 6            | 4            | 6            |  |
|  | 13          | Michał Przysiężny | Michał Przysiężny | 2           | 0r          |  |  |              |              |              |              |              |  |

### Sezione 3
|  | Primo turno | Primo turno      | Primo turno      | Primo turno | Primo turno |  |  | Ultimo turno | Ultimo turno  | Ultimo turno  | Ultimo turno | Ultimo turno |  |
|  |             |                  |                  |             |             |  |  |              |               |               |              |              |  |
|  | 3           | Albert Portas    | 7                | 4           | 6           |  |  |              |               |               |              |              |  |
|  |             | Serhij Bubka     | 5                | 6           | 3           |  |  | 3            | Albert Portas | Albert Portas | 5            | 3            |  |
|  | 14          | Fabio Fognini    | Fabio Fognini    | 6           | 7           |  |  | 14           | Fabio Fognini | Fabio Fognini | 7            | 6            |  |
|  |             | Rainer Eitzinger | Rainer Eitzinger | 2           | 5           |  |  |              |               |               |              |              |  |

### Sezione 4
|  | Primo turno | Primo turno               | Primo turno               | Primo turno | Primo turno |  |  | Ultimo turno | Ultimo turno   | Ultimo turno   | Ultimo turno | Ultimo turno |  |
|  |             |                           |                           |             |             |  |  |              |                |                |              |              |  |
|  | 4           | Roko Karanušić            | Roko Karanušić            | 6           | 6           |  |  |              |                |                |              |              |  |
|  |             | Javier Garrapiz-Borderias | Javier Garrapiz-Borderias | 0           | 1           |  |  | 4            | Roko Karanušić | Roko Karanušić | 3            | 4            |  |
|  | 12          | Paolo Lorenzi             | Paolo Lorenzi             | 6           | 7           |  |  | 12           | Paolo Lorenzi  | Paolo Lorenzi  | 6            | 6            |  |
|  |             | Alun Jones                | Alun Jones                | 1           | 6(1)        |  |  |              |                |                |              |              |  |

### Sezione 5
|  | Primo turno | Primo turno          | Primo turno          | Primo turno | Primo turno |  |  | Ultimo turno         | Ultimo turno         | Ultimo turno | Ultimo turno | Ultimo turno |  |
|  |             |                      |                      |             |             |  |  |                      |                      |              |              |              |  |
|  |             | Boris Pašanski       | Boris Pašanski       | 6           | 6           |  |  |                      |                      |              |              |              |  |
|  | 5           | Gorka Fraile         | Gorka Fraile         | 3           | 4           |  |  | Boris Pašanski       | Boris Pašanski       | 6            | 4            | 6            |  |
|  |             | Marc Fornell-Mestres | Marc Fornell-Mestres | 6           | 6           |  |  | Marc Fornell-Mestres | Marc Fornell-Mestres | 3            | 6            | 3            |  |
|  | 11          | George Bastl         | George Bastl         | 1           | 3           |  |  |                      |                      |              |              |              |  |

### Sezione 6
|  | Primo turno | Primo turno          | Primo turno        | Primo turno | Primo turno |  |  | Ultimo turno | Ultimo turno       | Ultimo turno | Ultimo turno | Ultimo turno |  |
|  |             |                      |                    |             |             |  |  |              |                    |              |              |              |  |
|  | 6           | Denis Gremelmayr     | 5                  | 6           | 6           |  |  |              |                    |              |              |              |  |
|  |             | Albert Ramos Viñolas | 7                  | 4           | 2           |  |  | 6            | Denis Gremelmayr   | 2            | 6            | 1            |  |
|  |             | Juan Antonio Marín   | Juan Antonio Marín | 6           | 6           |  |  |              | Juan Antonio Marín | 6            | 3            | 6            |  |
|  | 9           | Lukáš Lacko          | Lukáš Lacko        | 4           | 3           |  |  |              |                    |              |              |              |  |

### Sezione 7
|  | Primo turno | Primo turno            | Primo turno            | Primo turno | Primo turno |  |  | Ultimo turno | Ultimo turno  | Ultimo turno  | Ultimo turno | Ultimo turno |  |
|  |             |                        |                        |             |             |  |  |              |               |               |              |              |  |
|  | 7           | Nathan Healey          | Nathan Healey          | 7           | 6           |  |  |              |               |               |              |              |  |
|  |             | Ignacio Coll-Riudavets | Ignacio Coll-Riudavets | 5           | 3           |  |  | 7            | Nathan Healey | Nathan Healey | 4            | 3            |  |
|  | 10          | Pablo Andújar          | 7                      | 3           | 6           |  |  | 10           | Pablo Andújar | Pablo Andújar | 6            | 6            |  |
|  |             | Simone Vagnozzi        | 65                     | 6           | 4           |  |  |              |               |               |              |              |  |